# 서예지
서예지(1990년 4월 6일 ~ )는 대한민국의 배우이다.

## 경력
- 2013년 3월에 SK텔레콤 CF로 데뷔하였다.
- 2013년에 같은 해에《나와 S4 이야기》 - 4랑 데뷔하였다.
- 같은 해에 tvN 드라마 '감자별 2013QR3'으로 배우 전향 배우 생활을 시작하였으며, 대표작으로는 OCN 드라마 '구해줘'(2017)의 임상미 역과 tvN 드라마 '사이코지만 괜찮아'(2020)의 고문영 역이 있다.

## 활동

### 드라마
| 연도   | 종류   | 방송사 | 제목                                 | 역할          | 비고   |
| ------ | ------ | ------ | ------------------------------------ | ------------- | ------ |
| 2013년 | 시트콤 | tvN    | 감자별 2013QR3                       | 노수영        |        |
| 2014년 | 드라마 | MBC    | 야경꾼 일지                          | 박수련        |        |
| 2014년 | 드라마 | KBS2   | KBS 드라마 스페셜 - 세 여자 가출소동 | 수지          | 단막극 |
| 2014년 | 드라마 | MBC    | 드라마 페스티벌 - 가봉               | 경희          | 단막극 |
| 2015년 | 드라마 | tvN    | 슈퍼대디 열                          | 황지혜        |        |
| 2015년 | 드라마 | JTBC   | 라스트                               | 신나라        |        |
| 2016년 | 드라마 | KBS2   | 무림학교                             | 심순덕        |        |
| 2016년 | 드라마 | tvN    | 또! 오해영                           | 오서희        |        |
| 2016년 | 드라마 | KBS2   | 화랑                                 | 숙명공주      |        |
| 2017년 | 드라마 | OCN    | 구해줘                               | 임상미        |        |
| 2018년 | 드라마 | tvN    | 무법 변호사                          | 하재이        |        |
| 2020년 | 드라마 | tvN    | 사이코지만 괜찮아                    | 고문영        |        |
| 2022년 | 드라마 | tvN    | 이브                                 | 이라엘/김선빈 |        |

### 영화
| 연도   | 제목                     | 역할        | 감독           |
| ------ | ------------------------ | ----------- | -------------- |
| 2013년 | 《나와 S4 이야기》 - 4랑 | 민주 역     | 정우성         |
| 2015년 | 《사도》                 | 정순왕후 역 | 이준익         |
| 2015년 | 《비밀》                 | 강유신 역   | 박은경, 이동하 |
| 2016년 | 《봉이 김선달》          | 규영 역     | 박대민         |
| 2017년 | 《다른 길이 있다》       | 정원 역     | 조창호         |
| 2017년 | 《부라더》               | 사라 역     | 장유정         |
| 2018년 | 《기억을 만나다》        | 연수 역     | 구범석         |
| 2019년 | 《암전》                 | 박미정 역   | 김진원         |
| 2019년 | 《양자물리학》           | 성은영 역   | 이성태         |
| 2021년 | 《내일의 기억》          | 수진 역     | 서유민         |

### M/V
- 2015년 빅뱅 《우리 사랑하지 말아요》

### 예능
- 2015년 SBS 《런닝맨》게스트 - 4월 26일
- 2015년 MBC 《세상을 바꾸는 퀴즈 - 세바퀴》 MC - 8월 21일 ~ 11월 6일
- 2017년 JTBC 《아는 형님》 게스트 - 3월 4일
- 2025년 TV CHOSUN 《식객 허영만의 백반기행》 게스트 - 3월 30일

### CF
| 연도   | 품목     | 기업명              | 브랜드명   | 정보                            |
| ------ | -------- | ------------------- | ---------- | ------------------------------- |
| 2013년 | 이동통신 | SK텔레콤            | LTE        | 전세계 LTE여러분 수고하셨습니다 |
| 2013년 | 관공서   | 안전행정부          | 안전행정부 | 자전거를 타고 길을 달리면       |
| 2013년 | 화장품   | 한올바이오파마      | 플란투어   | 잠시만요 어 이거 귀한 머린데    |
| 2013년 | 음료     | 하이트진로          | 매화수     | 너 매화꽃 본 적 있어?           |
| 2020   | 유산균   | 뉴오리진 이너플로라 | 유한양행   |                                 |

## 수상 및 후보
| 연도 | 시상식                         | 부문                       | 작품              | 결과 | 출처  |
| ---- | ------------------------------ | -------------------------- | ----------------- | ---- | ----- |
| 2014 | MBC 연기대상                   | 여자 신인연기상            | 야경꾼 일지       | 후보 | [ 1 ] |
| 2019 | 제14회 숨피 어워즈             | 올해의 배우상 여자부문     | 무법 변호사       | 후보 |       |
| 2020 | 올해의 브랜드 대상             | 여자 배우부문              | 빈칸              | 수상 |       |
| 2020 | 제29회 부일영화상              | 여자 인기스타상            | 양자물리학        | 수상 |       |
| 2020 | 제5회 아시아 아티스트 어워즈   | 여자 배우부문 AAA 핫이슈상 | 사이코지만 괜찮아 | 수상 |       |
| 2020 | 제5회 아시아 아티스트 어워즈   | AAA 베스트 아티스트상      | 사이코지만 괜찮아 | 수상 |       |
| 2021 | 제7회 아시아태평양 스타 어워즈 | 미니시리즈 여자 우수연기상 | 사이코지만 괜찮아 | 수상 |       |
| 2021 | 제7회 아시아태평양 스타 어워즈 | KT Seezn 스타상            | 사이코지만 괜찮아 | 후보 |       |
| 2021 | 제7회 아시아태평양 스타 어워즈 | 아이돌챔프 여자 인기상     | 사이코지만 괜찮아 | 수상 |       |
| 2021 | 제57회 백상예술대상            | TV부문 여자 최우수연기상   | 사이코지만 괜찮아 | 후보 |       |
| 2021 | 제57회 백상예술대상            | 틱톡 인기상                | 빈칸              | 수상 |       |